# Jiří Bilbo Reidinger
Jiří Bilbo Reidinger (* 6. května 1961 Loučovice) je český herec, spisovatel, klaun a divadelní pedagog.
V letech 1976–80 vystudoval SPŠ strojní v Českých Budějovicích, poté vystudoval Lidovou konzervatoř Jaroslava Ježka v Praze, obor pantomima, a kurzy na KLAMU u Ctibora Turby.
V roce 1980 roce založil skupinu Grglo, s níž vystupoval, dokud nebyl v roce 1983 angažován Československými cirkusy na turné Cirkusu Praga do Střední Asie a Sibiře. Od té doby je na „volné noze“ a spolupracuje s Ctiborem Turbou (Alfred spol. – Deklaunizace, Archa bláznů, Giro di vita, Talíře, Strach má velké oči – premiéra v Paris 1992), dále s Karlem Makonjem, J. A. Pitínským, H. Burešovou, A.Krobem. Hraje v Národním divadle, Na zábradlí, v Dlouhé. Dále působí jako režisér, choreograf a roku 1992 učí na AMU akrobacii a klaunské vidění, v poslední době též commedii dell´arte na Pražské konzervatoři.
Sám má skupinu Bilbo compagnie, se kterou vystupuje po celé Evropě a vystupuje také v nemocnicích společně se spolkem Loutky v nemocnici.
Jeho manželkou je herečka a šansoniérka Sylvie Krobová a bratrem herec Divadla Járy Cimrmana Petr Reidinger.

## Dílo

### Knihy
- Cirksezóna 83, Oplatky (samizdat - edice Popelnice Jiří Gruntorád 1988/9)
- Cirksezóna (Host, 1992)
- Burleska téměř excentrická (Educo, 1997)
- Když bolí úsměv (AMU, 2008)
- Cirkus Chauve (Baobab, 2009)
- Slaboduchý s pevným charakterem (Kant, 2010)
- Klaunovi vnuci, hurá na procházku! (2015)
- Pod celtou plešatou (2018)
- Luckyho třešničky (Bilbo compagnie 2020)
- Hlasy ve vaně ( se Sylvií Krobovou - Bilbo compagnie 2021)
- Chýro má číro (Bilbo compagnie 2022)